# Казачёнок, Виктор Владимирович
Казаче́нок, Ви́ктор Влади́мирович ( Казачо́нак, Вíктар Уладзíміравіч  — бел.), 25 января 1954 года, Залесье — профессор кафедры компьютерных технологий и систем ФПМИ, доктор педагогических наук, профессор, по совместительству директор очно-заочной школы по математике и информатике БГУ и главный научный сотрудник лаборатории математического и естественно-научного образования Национального института образования.

## Биография
Виктор Владимирович Казаченок родился 25 января 1954 года в посёлке Залесье Верхнедвинского района Витебской области в Белоруссии. Высшее образование получил на факультете прикладной математики Белорусского государственного университета по специальности «Прикладная математика» (1976). Профессиональная деятельность Виктора Владимировича связана с факультетом прикладной математики и информатики: с 1976 года работал в должностях ассистента, доцента, профессора кафедры компьютерных технологий и систем. С 1999 года он по совместительству является директором очно-заочной школы по математике и информатике БГУ. В 1976—1985 годах Виктор Владимирович в рамках хоздоговорной тематики участвовал в разработке и внедрении автоматизированных систем управления на предприятиях лёгкой промышленности нашей республики и городов Москва, Кишинёв, Одесса, Новосибирск, Владивосток и другие.
В 1986 году он защитил диссертацию по теме «Построение разрывных функций регрессии по экспериментальным данным» на соискание учёной степени кандидата физико-математических наук. В 1988 году Виктору Владимировичу присуждено учёное звание доцента по специальности «информатика». С 2009 года является экспертом ЮНЕСКО по использованию информационных технологий в образовании, а в 2010 году избран действительным членом Академии информатизации образования России.
В 2011 году присуждена учёная степень доктора педагогических наук в результате защиты диссертации по теме«Управляемое самообучение учащихся математике на повышенном уровне с использованием информационных технологий». С 2012 года Виктор Владимирович по совместительству является главным научным сотрудником научно-методического учреждения «Национальный институт образования» Министерства образования Республики Беларусь. Также Виктор Владимирович прошёл зарубежную стажировку в одном из старейших университетов Европы: Ягеллонском университете (Польша, город Краков, 1990 год).

## Деятельность
В настоящее время Виктор Владимирович также является:
- Председателем секции «Информатика» Научно-методического совета при Министерстве образования Республики Беларусь
- Председателем жюри Республиканского конкурса «Компьютер. Образование. Интернет»
- Председателем жюри Республиканского конкурса (конференции) учащихся по информатике
- Председателем регионального жюри в Республике Беларусь и член Международного жюри Международного конкурса «Математика и проектирование»
- Членом совета по защите диссертаций Д 02.21.01 при учреждении образования «Белорусский государственный педагогический университет имени Максима Танка»
- Членом редакционных коллегий журналов «Матэматыка. Праблемы выкладання» и «Вестник Российского университета дружбы народов: серия — теория и методика обучения и воспитания»
- Членом организационных комитетов Международных научных конференций ряда «Информатизация образования», проводимых в Белоруссии и России
- Научным руководителем совместного научного проекта Белорусского республиканского фонда фундаментальных исследований и Российского гуманитарного научного фонда «Методологические, методические и технологические основы интеграции национальных образовательных стандартов общего и высшего славянского (российско-белорусско-украинского) математического образования» (2013—2014)
- Научным руководителем ключевых заданий Государственных программ в области информатизации образования
- Научным руководителем семинара БГУ «Актуальные проблемы современных образовательных технологий в области математики и информатики»

## Научные интересы
- Прикладная статистика
- Методика обучения математике

## Основные публикации
Список научных и научно-методических работ содержит более 200 наименований, среди них:

### Монография
- Управляемое самообучение учащихся решению задач углублённого курса математики средствами современных информационных технологий. — Минск: БГУ, 2006. — 247 с.

### Учебные пособия
- Математика. Типичные ошибки абитуриентов. — Минск: Вышэйш. шк., 1991. — 189 с. (в соавторстве — А. В. Самусенко).
- Типичные ошибки по математике на вступительных экзаменах в вузах и техникумах. — Минск: НПВЦ «Университетский», 1992. — 68 с. (в соавторстве — А. В. Самусенко).
- Самоучитель по математике. — Минск: Згода, 1994. — 127 с. (в соавторстве — А. В. Самусенко).
- Математика. Типичные ошибки абитуриентов. — 2-е изд. — Минск: Вышэйш. шк., 1995. — 188 с. (в соавторстве — А. В. Самусенко).
- Путеводитель по математике для абитуриентов. — Минск: «P. Kojich», 1996. — 96 с. (в соавторстве — А. В. Самусенко, В. В. Крахотко).
- Математика. Тесты, задачи, решения. — Минск: Вышэйш. шк., 2002. — 556 с. (в соавторстве — А. В. Самусенко).
- Типичные ошибки на экзаменах по математике. — Минск: Красико-Принт, 2006. — 192 с. (в соавторстве — А. В. Самусенко).
- Математика. Сборник задач для подготовки к экзаменам. — Минск: Изд. Центр БГУ, 2010. — 396 с. (в соавторстве — С. В. Бубен).
- Математика. Полный сборник задач для подготовки к централизованному тестированию — Минск: Аверсэв, 2011. — 512 с. (в соавторстве — С. В. Бубен).

### Справочные издания
- Факультет прикладной математики и информатики — кузница молодых талантов. — Минск: БГУ, 2008. — 26 с. (в соавторстве — П. А. Мандрик, Б. В. Задворный)
- Высшая математика в экономике, технике, информатике: справочник /пер. с нем., научное редактирование перевода. — Минск: Вышэйш. шк., 2005. — 279 с. (в соавторстве — А. В. Самусенко)

### Основные научные статьи
- Оценивание разрывной функции регрессии // Статистические проблемы управления. — 1984. — Выпуск 65. — С. 128—134. (Г. А. Медведев)
- Estimation of discontinuous regression function // Detection of changes in random processes. — New York: Optimization Software, 1987. — P. 142—147. (G. Medvedev)
- Построение сплайновой регрессии по экспериментальным данным // Вестник БГУ, сер. 1. — 1997. — № 1. — С. 74-76.
- Архитектура современной системы дистанционного интернет-обучения математике // Информатизация образования. — 2002. — № 3. — С. 87-95. (Н. И. Громко, Е. В. Пазюра)
- Функции компьютера как средства организации управляемого самообучения учащихся // Информатика и образование. — 2006. — № 10. — С. 104—106.
- Педагогические принципы эффективного самообучения учащихся математике с использованием информационных технологий, Казаченок, В. В., Минск: Институт Математики НАН Беларуси, 2008
- Построение сплайновой регрессии в задачах прогнозирования, Казаченок, В. В., Минск: БГУ, 2004
- Особенности интерактивных систем самообучения на примере углубленного курса математики, Казаченок, В. В., Костюкевич, Е. С. Минск: БГУ, 2007
- Шлях i павышэння эфектыўнасц i саманавучання старшакласн i каў паглыбленаму курсу матэматык i ў пазаўрочны час // Весцi Беларус. дзярж. пед. ун-та. Сер. 3. — 2005. — № 2. — С. 18-21.
- Организация управления познавательной деятельностью на примере очно-заочной школы БГУ // Кіраванне ў адукацыi. — 2005. — № 7. — С. 6-10.
- Казаченок, В. В. Обучение решению задач — основа фундаментальной математической подготовки учащихся / В. В. Казаченок // Матэматыка. Праблемы выкладання. — 2007. — № 2. — С. 50-56.
- Экспериментальное исследование многофазных регрессионных моделей, Соколовская, Ю. С., Казаченок, В. В. Минск: БГУ, 2008
- Прогнозирование в случае сплайновой регрессии при неизвестном расположении узлов, Казаченок, В. В. Минск: БГУ, 2005
- Информационные технологии в управлении самообучением учащихся математике, Казаченок, В. В. Минск: А. Н. Вараксин, 2009

### Публикации в электронном виде
- Aufgaben des Computers bei der Organisation des gestenerten Selbstlernens
- Медведев Г., Казаченок В. Оценивание разрывной функции регрессии
- Обучение решению задач — основа фундаментальной математической подготовки учащихся

## Награды и премии
- Почётные грамоты Министерства образования Республики Беларусь (1976, 1977, 2005, 2007 гг.)[1]
- Почётные грамоты БГУ (1980, 1982, 1985, 1986, 2000, 2004 гг.)[1]
- Почётные грамоты областных, городских и районных территориальных органов управления государственной власти и общественных организаций (1974, 1979, 1981, 1982, 1983, 1985 гг.)[1]
- Благодарность Научно-методического совета по математике Министерства образования и науки Российской Федерации (2011)[1]
- Благодарность ректора БГУ (2012)[1]
- Установлена персональная надбавка за выдающийся вклад в социально-экономическое развитие республики специалистам и руководителям в области образования (2012)[1]
- Занесён на Доску почёта БГУ (2012)[1]